# Babcock & Wilcox

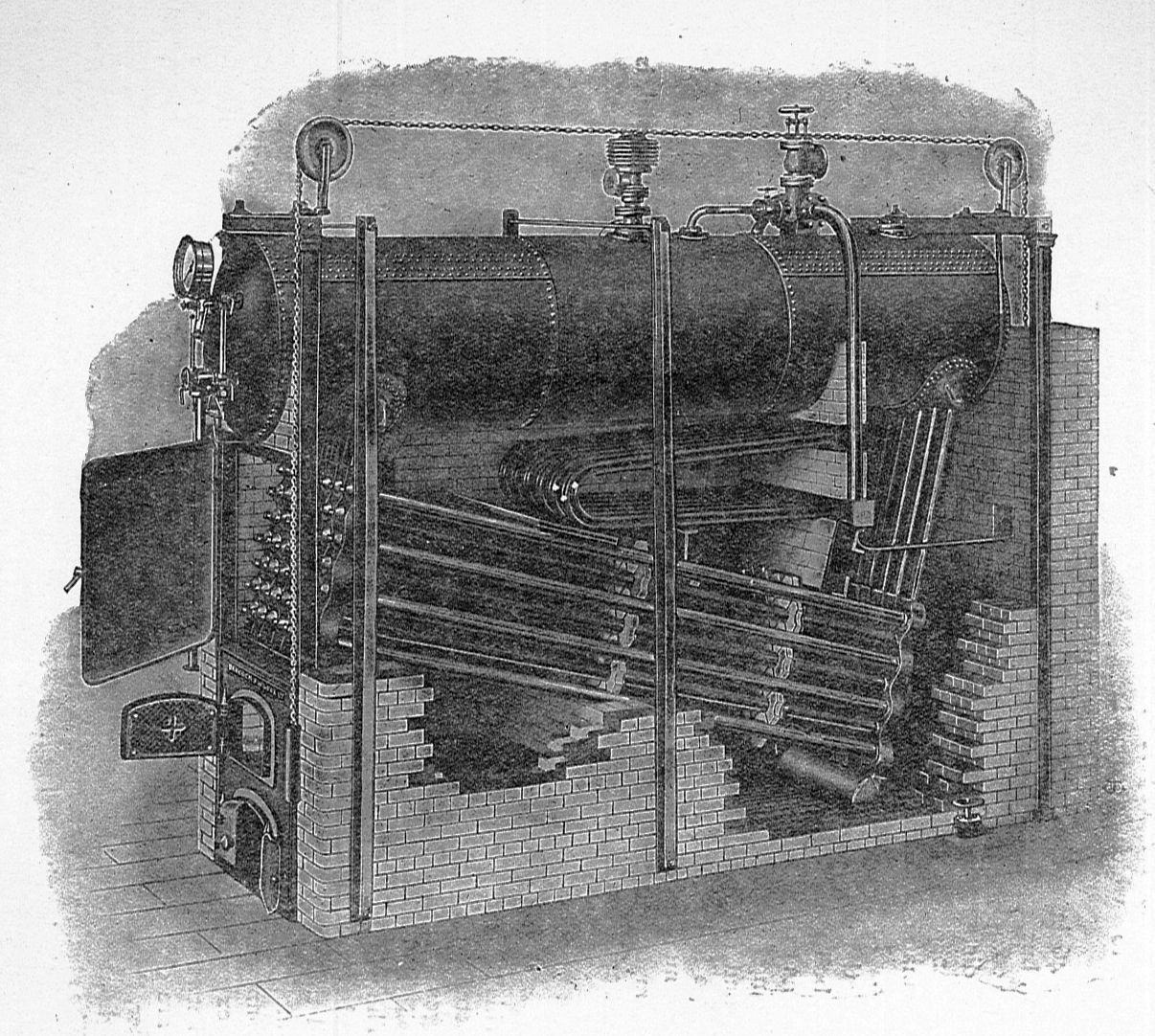
Boiler, Babcock & Wilcox, 1905

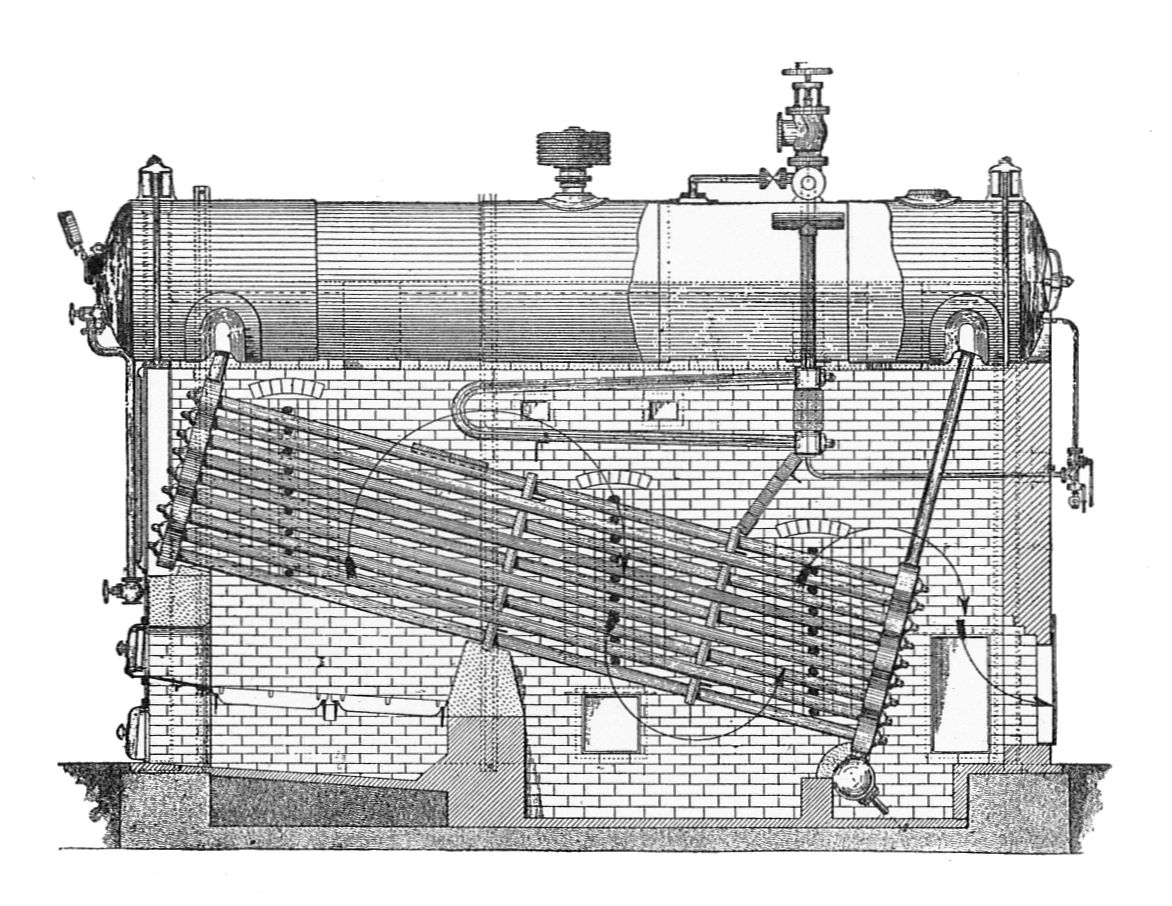
Boiler, Babcock & Wilcox, 1905, Schnittzeichnung

Schema-Grafik des in Three-Mile-Island gebauten Kernreaktors

Babcock & Wilcox (voller Name: Babcock & Wilcox Enterprises, Inc., abgekürzt B&W) ist ein US-amerikanischer Hersteller von konventionellen und nuklearen Dampferzeugern mit Sitz in Akron, Ohio. Neben dem Hauptsitz unterhält B&W Niederlassungen an mehreren Standorten in den USA, Kanada, China und Europa.

## Produkte
Das Unternehmen war und ist bis heute ein in Nordamerika und international führender Hersteller konventioneller Dampfkessel. B&W entwickelte den ersten Kessel mit Staubfeuerung für Kohle und baute den ersten Benson-Kessel (überkritischer Zwangsdurchlaufkessel). Im Zweiten Weltkrieg war mehr als die Hälfte der dampfgetriebenen Schiffe der Kriegsmarine der USA durch Kessel von B&W angetrieben. Weltweit sind in Kraftwerken Kessel von B&W entsprechend einer elektrischen Leistung von etwa 270 Gigawatt in Betrieb.
Neben konventionellen Kesseln ist das Unternehmen auch ein bedeutender Hersteller von nuklearen Dampferzeugern, Kernreaktoren und anderer Nukleartechnik. Unter anderem war B&W beteiligt an der Entwicklung des Reaktors für die Nautilus (das erste Atom-U-Boot der Welt) und des Unglückreaktors des Kernkraftwerks Three Mile Island. Heute betreibt B&W zusammen mit Bechtel für das Energieministerium der Vereinigten Staaten die Hochsicherheits-Anlage „Y-12 National Security Complex“, die früher zum Oak Ridge National Laboratory gehörte und in der bis heute hochangereichertes Uran für zivile und militärische Zwecke hergestellt wird. Weiterhin betreibt B&W seit 2005 das Nuklearforschungslabor Los Alamos National Laboratory.

## Geschichte
Das Unternehmen wurde 1867 von Stephen Wilcox und seinem Partner George Babcock in Providence gegründet mit dem Ziel, den bereits 1856 von Wilcox als „Non-Explosive Boiler“ (deutsch: Nicht-explosiver Kessel) patentierten, besonders sicheren und effizienten Wasserrohrkessel herzustellen.
Im Jahr 2000 musste B&W wegen Schadensersatzklagen Gläubigerschutz nach Chapter 11 beantragen. 2006 konnte das Unternehmen Chapter 11 hinter sich lassen. 2007 fusionierten B&W and BWX Technologies (BWXT), beides Tochtergesellschaften von McDermott International, zu The Babcock and Wilcox Company unter Leitung von John Fees. The Babcock & Wilcox Company ging 2010 an die Börse und wurde hierdurch wieder unabhängig von McDermott. BWXT wurde 2015 in einer eigenständigen Gesellschaft abgespalten.

### Babcock in Europa, insbesondere Deutschland
Über den europäischen Ableger Babcock & Wilcox Ltd. in London wurde bereits 1898 die Deutsche Babcock & Wilcox Dampfkessel-Werke Aktien-Gesellschaft (später kurz Deutsche Babcock genannt) gegründet. Über die inzwischen insolvente Deutsche Babcock findet sich der Name Babcock in einigen traditionsreichen deutschen Unternehmen der Dampfkessel- und Energietechnik wieder, z. B. Babcock Borsig, Babcock-BSH, Babcock-Lentjes.
Die englische Babcock & Wilcox Ltd. wurde 1995 an die Mitsui Group verkauft (Mitsui Babcock), dann 2001 weiter an Doosan (Doosan Babcock Energy). Deren deutsche Tochter Doosan Babcock Energy Germany ist die ehemalige DH Dampfkessel- und Behälterbau in Hohenthurm.
Die spanische Sektion (Sitz Bilbao) entstand 1918 als Lokomotivfabrik. Wurden anfangs ausschließlich Dampflokomotiven gebaut, kamen später auch Elektrolokomotiven hinzu. Nach dem spanischen Bürgerkrieg wurden 173 kriegsgeschädigte Loks repariert. Babcock war auch der letzte Hersteller, der für Spanien noch Dampflokomotiven baute. Heute baut Babcock Wilcox Española S.A. u. a. Dampfkraftwerke.